# گروه مشاوره‌ای اتحادیه اروپا به جمهوری ارمنستان
گروه مشاوره‌ای اتحادیه اروپا به جمهوری ارمنستان (اختصاری EUAG) (به ارمنی:Հայաստանի Հանրապետությունում ԵՄ խորհրդատվական խումբ) گروهی بود که مسئولیت حمایت از دولت ارمنستان برای اجرای اصلاحات دموکراتیک و تضمین برآورده شدن تعهدات بین‌المللی ارمنستان را بر عهده داشت.

## تاریخ
گروه مشاوره‌ای اتحادیه اروپا به جمهوری ارمنستان تلاش کرد تا از دولت ارمنستان، ریاست‌جمهوری، مجلس ملی، سازمان‌های جامعه مدنی و سایر مقامات ملی برای اجرای اصلاحات دموکراتیک حمایت کند. علاوه بر این، گروه مشاوره‌ای اتحادیه اروپا از ادغام تدریجی اقتصادی و سیاسی ارمنستان با اتحادیه اروپا، تقویت روابط نزدیک‌تر بین ارمنستان و کشورهای عضو اتحادیه اروپا، ادغام اقتصاد ارمنستان در بازار واحد اروپا، تقویت حقوق بشر در ارمنستان و پیشبرد اهداف سیاست همسایگی اروپا حمایت کرد.
گروه مشاوره‌ای اتحادیه اروپا از امضای نهایتاً توافق‌نامه انجمن و منطقه آزاد تجاری عمیق و جامع توسط ارمنستان با اتحادیه اروپا حمایت کرد. گروه مشاوره‌ای اتحادیه اروپا همچنین از اعطای دسترسی بدون ویزا به شهروندان ارمنستان به منطقه شنگن حمایت کرد.
در مه ۲۰۱۰، نمایندگان گروه مشاوره‌ای اتحادیه اروپا با نخست‌وزیر ارمنستان سابق تیگران سارگسیان دیدار کردند.
در ۱۴ دسامبر ۲۰۱۱، هشتمین نشست هیئت مشاوره‌ای گروه مشاوره‌ای اتحادیه اروپا در ایروان برگزار شد. سفیر پیشین اتحادیه اروپا در ارمنستان، تریان هریستیا، بر موفقیت ارمنستان در تسریع دستورکار اصلاحات، پیشبرد حمایت‌های حقوق بشر، اجرای توصیه‌های شراکت شرقی و ادغام احزاب سیاسی ارمنستان در احزاب سیاسی مربوط اتحادیه اروپا تأکید کرد.
در سال ۲۰۱۲، گروه مشاوره‌ای اتحادیه اروپا برنامه عملیاتی سالانه خود را برای ارمنستان منتشر کرد. این گزارش یادآور شد که دولت ارمنستان، ادغام اروپا را به عنوان «یک اولویت ملی بنیادین» می‌داند.
در دسامبر ۲۰۱۲، دولت ارمنستان اعلام کرد که قصد دارد به اتحادیه اقتصادی اوراسیا بپیوندد. گروه مشاوره‌ای اتحادیه اروپا نگرانی خود را ابراز کرد که اگر ارمنستان به اتحادیه اقتصادی اوراسیا بپیوندد، این امر ممکن است مانعی برای امضای توافق‌نامه تجارت آزاد با اتحادیه اروپا باشد.
در ۱۵ آوریل ۲۰۱۳، دوازدهمین نشست هیئت مشاوره‌ای گروه مشاوره‌ای اتحادیه اروپا با ریاست مشترک آرتور باغداساریان، دبیر پیشین شورای امنیت ارمنستان و سفیر پیشین تریان هریستیا، رئیس هیئت اتحادیه اروپا در ارمنستان، برگزار شد. گروه مشاوره‌ای اتحادیه اروپا از هم‌راستایی سیاست‌های ارمنستان با استانداردهای اتحادیه اروپا ابراز رضایت کرد. هریستیا گفت: «گروه مشاوره‌ای اتحادیه اروپا یک پروژه مهم تحت حمایت اتحادیه اروپا است که به ارمنستان در مسیر نزدیکی بیشتر به اتحادیه اروپا کمک کرده است. اکنون زمان آن رسیده که بر تحولات پیش‌رو در جهت آماده‌سازی برای توافق‌نامه انجمن اتحادیه اروپا-ارمنستان در آینده ساختارهای لازم را فراهم کنیم.»
در سال ۲۰۱۳، دولت ارمنستان تحت رهبری رئیس‌جمهور پیشین سرژ سرکیسیان به طور ناگهانی مذاکرات برای امضای توافق‌نامه انجمن با اتحادیه اروپا را متوقف کرد تا به عضویت اتحادیه اقتصادی اوراسیا تحت رهبری روسیه درآید. در نتیجه، هیچ توافق‌نامه انجمن یا توافق‌نامه تجارت آزاد امضا نشد و ارمنستان و اتحادیه اروپا همچنان توافق‌نامه توافق‌نامه همکاری و مشارکت اتحادیه اروپا–ارمنستان (PCA) پیشین را حفظ کردند.
در نوامبر ۲۰۱۴، گروه مشاوره‌ای اتحادیه اروپا پنجمین سال فعالیت خود در ارمنستان را جشن گرفت.
در ۱۸ ژوئیه ۲۰۱۴، گروه مشاوره‌ای اتحادیه اروپا و نمایندگان کمیته دائمی ادغام اروپا، کمیته تخصصی مجلس ملی ارمنستان که مسئول پیشبرد ادغام اروپا در کشور است، کنفرانس مشترکی در ایروان برگزار کردند. این رویداد با هدف شناسایی چگونگی بهبود نقش کمیته دائمی در فرایند ادغام اتحادیه اروپا بود.
در ۲۲ ژوئیه ۲۰۱۴، گروه مشاوره‌ای اتحادیه اروپا با همکاری مجلس ملی ارمنستان یک کارگاه آموزشی برگزار کرد. گروه مشاوره‌ای اتحادیه اروپا خواستار افزایش همکاری بین مجلس ملی ارمنستان و پارلمان اروپا و گسترش روابط کاری مقامات ارمنی با دیگر اعضای مجمع پارلمانی اورونست شد.
در سال ۲۰۱۵، ارمنستان و اتحادیه اروپا آغاز به مذاکره دوباره در مورد توافق‌نامه‌ای جدید برای روابط دوجانبه کردند تا جایگزین توافق‌نامه همکاری و مشارکت (PCA) شود. پس از مذاکرات گسترده، توافق‌نامه جامع و تقویت‌شده مشارکت ارمنستان–اتحادیه اروپا (CEPA) در ۲۴ نوامبر ۲۰۱۷ توسط ارمنستان و تمامی کشورهای عضو اتحادیه اروپا امضا شد.
پس از انقلاب ارمنستان ۲۰۱۸، توصیه شد که گروه مشاوره‌ای اتحادیه اروپا به ارمنستان مجدداً ایجاد شود تا به مقابله با نفوذ روسیه در ارمنستان، مبارزه با فساد، و کمک به ارمنستان پس از انقلاب برای ایجاد روابط نزدیک‌تر با اتحادیه اروپا و ادامه اجرای دستورکار اصلاحات و تعهدات CEPA کمک کند. بسیاری خواستار آن شدند که نخست‌وزیر نیکول پاشینیان تعامل بیشتری با اروپا برقرار کند تا وابستگی کشور به روسیه کاهش یابد.